# Мірі Регев
Міріам «Мірі» Регев (івр. מִרְיָם "מִירִי" רֶגֶב; Міріам Сібоні, нар. 26 травня 1965) — ізраїльський політик і колишній бригадний генерал Армії оборони Ізраїлю, в якій вона служила прессекретаркою ЦАХАЛу. Вона є членом Кнесету від Лікуду. Раніше вона також була міністром культури та спорту та міністром транспорту. 14 червня 2017 року, коли прем'єр-міністр Біньямін Нетаньяху, потребував перебування за кордоном її призначили виконувачкою обов'язків прем'єр-міністра Ізраїлю.

## Раннє життя
Регев народилась в Кір'ят-Гаті в 1965 році в родині єврейських іммігрантів-сефардів. Вона ходила до Рогозінської середньої школи в Кір'ят-Гаті. Її батько, Фелікс, був з Марокко, а мати, Мерседес, з Іспанії. У 1983 році вона вступила до Гадні, де стала командиром взводу, пробувши на цій посаді до 1986 року. Вона здобула ступінь бакалавра з неформальної освіти та ступінь магістра ділового адміністрування в Академічному коледжі Оно.

## Кар'єра зі зв'язків з громадськістю
Міріам почала служити представницею прессекретаря ЦАХАЛ у Південному командуванні Ізраїлю. У 2002 році Регев надали звання полковника на посаді заступниці речника ЦАХАЛу. У 2003 році вона була призначена координатором національних зв'язків з громадськістю в офісі прем'єр-міністра Ізраїлю в рамках підготовки до війни в Іраку. Після короткого перебування (2004—2005) на посаді головного цензора преси та засобів масової інформації вона отримала звання бригадного генерала та посаду прессекретаря ЦАХАЛу у 2005 році. Міріам працювала на цій посаді під час відходу Ізраїлю з Гази у 2005 році та Ліванської війни 2006 року. У 2007 році вона була звільнена, і її змінив Аві Бенаягу.

## Політична кар'єра
У листопаді 2008 року Регев вступила в партію «Лікуд», заявивши, що багато років була прихильницею даної партійної платформи. У партійному списку на виборах 2009 року вона посіла двадцять сьоме місце, що було достатньо високим, щоб увійти до Кнесету, оскільки Лікуд отримав 27 місць. На виборах 2015 року Регев було переобрано після того, як в національному списку Лікуду вона зайняла п'яте місце. Згодом прем'єр-міністр Біньямін Нетаньяху призначив її в новому уряді міністеркою культури та спорту.
Ревітал Мадар, тунісько-ізраїльський письменник для Haaretz, заявив, що Регев стикалася з дискримінацією через своє марокканське походження, а її відверта поведінка сприймається як стереотип Мізрахі.

### Міністерка культури

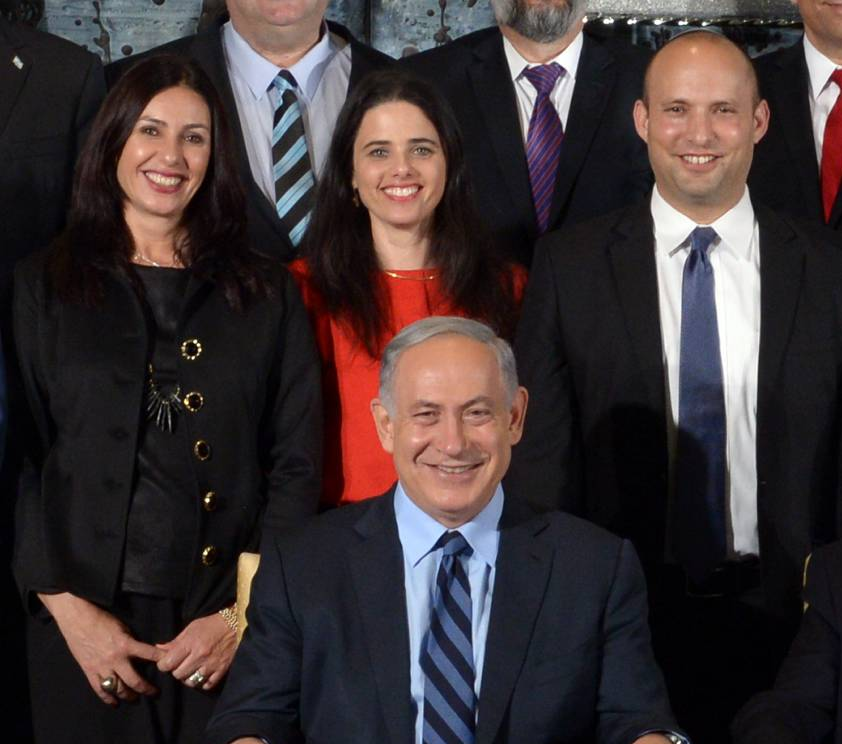
Мірі Регев (ліворуч) разом із прем'єр-міністром Нетаньяху, Аєлет Шакед (у центрі) та Нафталі Беннетом (праворуч)

У вересні 2015 року, за чотири місяці перебування на посаді, Регев оголосила перелік критеріїв, за якими в наступному році буде скасовано державне фінансування. До списку увійшли деформація державних символів і заклик до бойкоту Ізраїлю.
У липні 2016 року Регев оголосила, що не братиме участі в церемоніях відкриття Літніх Олімпійських ігор 2016, оскільки вони відбуваються в шабат.
На посаді міністерки культури Регев часто ототожнює мистецьку свободу вираження думок із повноваженнями уряду відкликати його фінансування, використовуючи термін «свобода фінансування». Регев також стверджувала, що артисти чи організації, які фінансуються державою, повинні демонструвати «лояльність» ізраїльській державі. Вона назвала це ініціативою «Лояльність у культурі» та запропонувала законодавчий акт, що «підтримка культурної установи залежить від її лояльності до держави Ізраїль». Вона сказала, що група Breaking the Silence «шкодить іміджу Ізраїлю» і звинуватила галерею, яка організувала виступ групи, у «проведенні політичної діяльності».
На церемонії закриття Маккавійських ігор 2017 року 18 липня 2017 року Регев передала факел Маккабіату кільком спортсменам Маккабіа.
У жовтні 2018 року вона відвідала турнір Grand Slam з дзюдо в Абу-Дабі, Об'єднані Арабські Емірати. Під час цього турніру Регев була приголомшена, оскільки Га-тіква гралася в мусульманській столиці арабів.

### Міністерка транспорту та національної інфраструктури
У травні 2020 року Регев запропонували пост міністра транспорту в першій половині 35-го уряду Ізраїлю та портфель міністра закордонних справ у другій половині повноважень нового уряду. Вона була приведена до присяги на цій посаді 17 травня 2020 року. Після формування 36-го уряду 14 червня 2021 року її змінила Мерав Міхаелі. З кінця грудня 2022 року обіймає посаду міністра транспорту Ізраїлю.

### Заявка на лідерство Лікуду
14 серпня 2021 року Регев оголосила, що балотуватиметься замість Нетаньяху на посаді лідера Лікуду. Підкреслюючи своє сефардське походження, вона заявила: «Настав час мати сефардського прем'єр-міністра, я думаю, що цього разу рядові члени Лікуду повинні проголосувати за когось, хто представляє їхній клас, їхню етнічну приналежність і їхні плани». Вона також заявила, що не балотуватиметься проти Нетаньяху. Вона також дала зрозуміти, що якщо не стане лідером Лікуду, то може створити нову партію.

## Погляди

### Нелегальна імміграція
У травні 2012 року на демонстрації проти нелегальних іммігрантів у Тель-Авіві Регев заявила, що «суданські інфільтрати — це ракова пухлина в організмі нації». Пізніше вона сказала, що цитата була неправильно викладена, і, виправдовуючи порівняння, вибачилася за те, що нібито порівнює людей із раком.

### Права ЛГБТ
Регев зустрілася з членами ЛГБТ-спільноти своєї партії і заявила (паралельно з громадською активністю), що «не лише ліві можуть підтримувати та сприймати гей-спільноту».

## Особисте життя
Міріам одружена з Дрором Регевом, інженером із Israel Aerospace Industries, і має трьох дітей. Її чоловік має ліві погляди і дотримується певних поглядів, протилежних її власним.